# Белогорск (Крым)
Белого́рск (до 1944 года Карасубаза́р; укр. Білогірськ, крымскотат. Qarasuvbazar, Къарасувбазар) — город в Белогорском районе Крыма. Административный центр района; образует городское поселение Белогорск/Белогорский горсовет как единственный населённый пункт в его составе.

## География
Расположен на реке Биюк-Карасу в 42 км к востоку от столицы Крыма Симферополя. Через город проходит дорога, соединяющая Симферополь с восточным Крымом (Судак, Феодосия, Керчь).

## Название
Исконное название города — Карасубазар (изменённое после депортации крымских татар), в переводе с крымскотатарского означает «рынок на Карасу». Карасу — небольшая река, на которой расположен город. Её название дословно переводится на русский как «чёрная вода» (qara — чёрный, suv — вода), в тюркских языках так называют реки, начинающиеся выступающими из-под земли родниками (в отличие от aq suv — белой воды — текущей с горных ледников).
По данным Тунманна, греки называли город Маврон Кастрон (чёрный замок). При этом приурочение Маврон-Кастрона к Карасубазару не бесспорно.

## История
Первое упоминание о городе относится к XIII веку. В период позднего средневековья Карасубазар был крупным транзитным пунктом на караванных путях, ведших в Гёзлев (ныне — Евпатория) и Кефе (ныне — Феодосия), на дорогах к перевалам на Судак и Ускут. Карасубазар известен как невольничий рынок для всего Крыма, где работорговцы приобретали взятых в ходе набегов на Русское государство и Речь Посполитую пленных. Во времена Крымского ханства город был центром владений знатного рода Ширин. Несколько раз (1624, 1628, 1630, 1675) город подвергался разорению запорожскими казаками.
С 1620 по 1623 годы в городе на положении пленника жил Богдан Хмельницкий, который попал в плен к туркам в битве под Цецорой и был продан карасубазарскому мурзе.
В 1736 году, после сожжения тогдашней столицы Крыма — Бахчисарая — русскими войсками во главе с Минихом, Карасубазар стал резиденцией хана Фетиха II Герая.
П. П. Ласси 3 мая 1737 года выступил из Азова к Крыму со стороны Гнилого моря, откуда его никак не ждали и, перейдя его, вторгся на полуостров, опустошая всё на пути и двигаясь к Карасубазару. У этого городка он разбил ханское войско в двух битвах 12 и 14 июня, но не мог оставаться в стране вследствие недостатка провизии, а особенно конских кормов, и разорив город отступил.
Посетивший Крым в XVIII веке Иоганн Тунманн говоря о городе отмечал:
Карасу, или Карабазар, один из самых больших городов Крыма, лежит в долине, в очень приятной местности. Большой Карасу течёт через середину города. Город принадлежит калга-султану. Греки называли его прежде «Маврон Кастрон», в начале четырнадцатого столетия францисканцы имели здесь монастырь. В 1737 году он был взят русскими. Большая часть жителей — армяне, греки и евреи, но живут здесь также татары и турки.

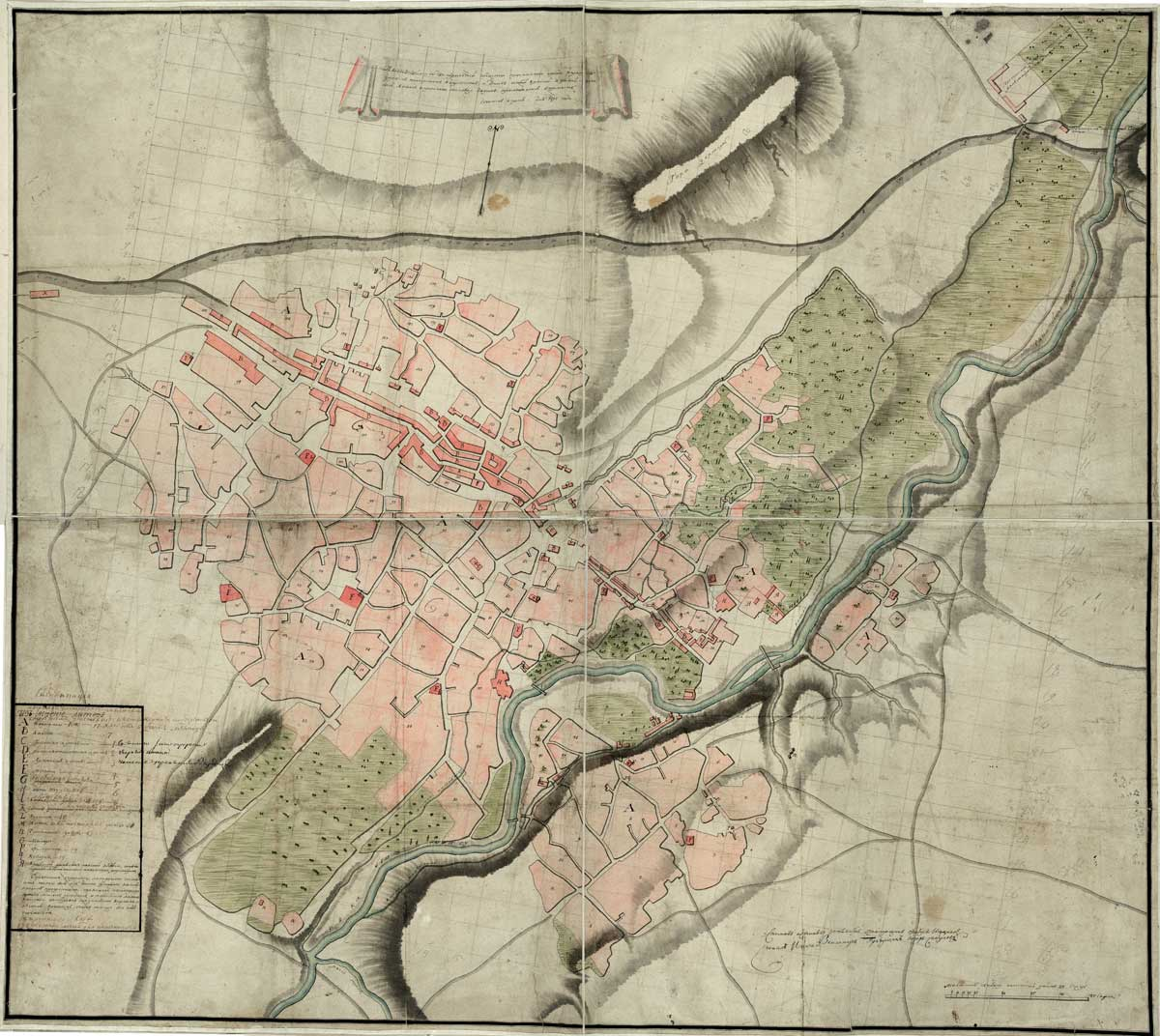
План Карасу-Базара 1797 года. Российский государственный архив древних актов

В 1772 году подписан Карасубазарский трактат между Россией и Крымским ханством, по которому последнее объявляло о независимости от Османской империи и принятии российского покровительства.
В 1778 году армяне из Крыма, в том числе из Карасубазара, были переселены в Северное Приазовье, пределы Российской империи, ввиду чего их численность в городе резко сократилась.
В 1784 году город ненадолго стал центром Таврической области после её создания указом Екатерины II на территории бывшего Крымского ханства.
Франсиско Миранда, бывший в Крыму в свите Г. А. Потёмкина в январе 1787 года во время подготовки к Таврическому вояжу Екатерины II, писал: «Прибыли в город, расположенный, подобно всем остальным, на равнине, возле реки, и порядком разрушенный. Большинство его зданий построено из необожженного кирпича, а некоторые, что получше, — каменной кладки, с помещениями для приезжих. Зашли в главное из них, где располагаются турецкие, армянские и еврейские торговцы со своими жалкими лавчонками. Прогулялись по центральной улице и осмотрели строение с убогой кровлей, в котором тоже есть лавки, но все в полном запустении и сильно разрушено. На улицах много собак, как в Константинополе. Побывали также в мечети. На этом месте, по рассказам, раньше находилась библиотека, сожженная русскими при вторжении в Крым генерала Ласси. Какое варварство!».
В Таврической губернии Карасубазар имел статус заштатного города. В 1865 году, как отмечает «Географическо-статистический словарь Poссийской Империи», в городе из религиозных сооружений имелись: 24 мечети; несколько синагог; 2 православные, одна армянская и одна католическая церкви. Согласно этому же изданию, благодаря армянскому населению и удачному расположению, город являлся одним из самых развитых городов полуострова.
В XIX — первой половине XX века Карасубазар был главным центром крымчаков.

В 1903 году была открыта женская, а в 1909 году мужская прогимназии, позднее преобразованные в гимназии.

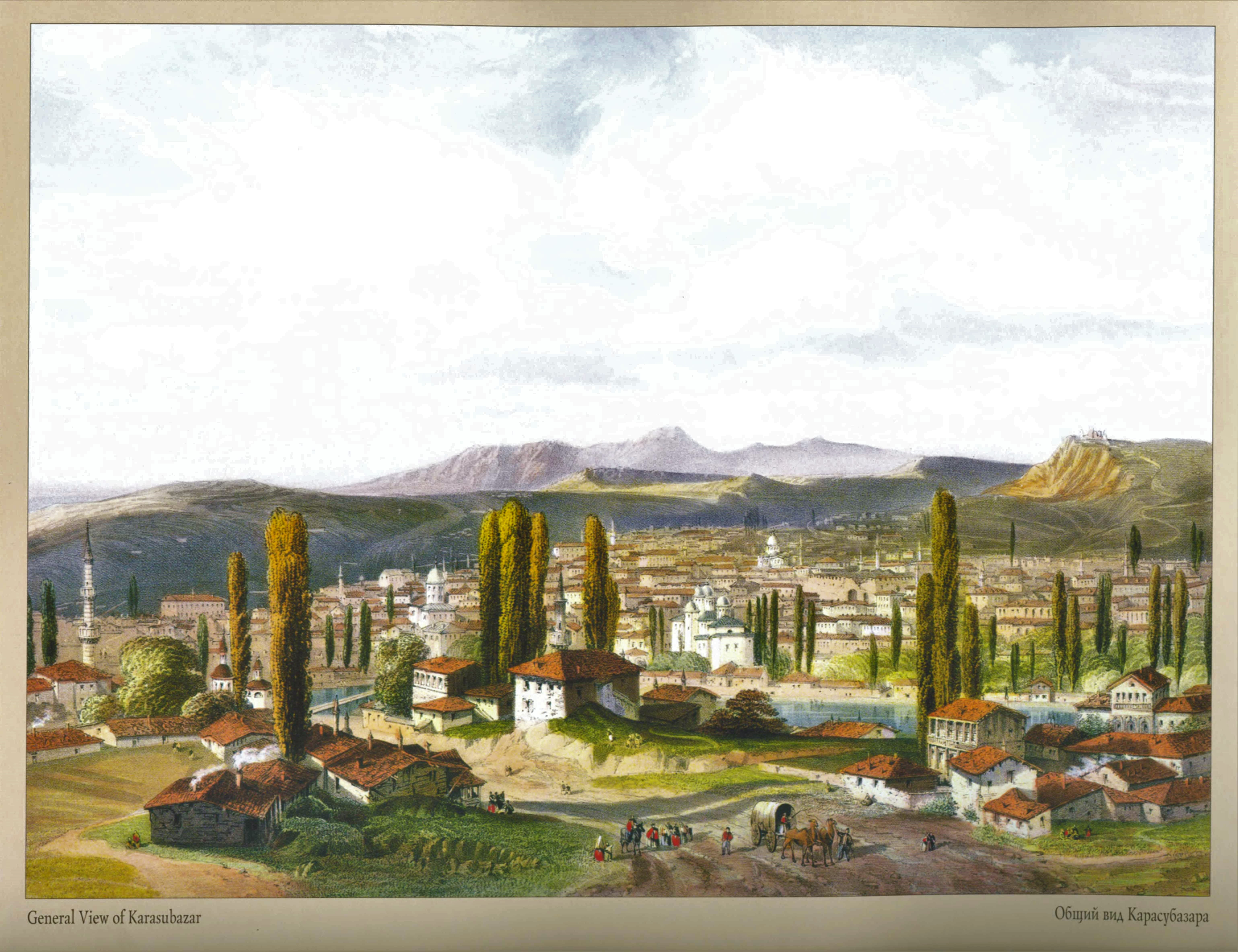
Карасубазар. Общий вид. Художник Карло Боссоли
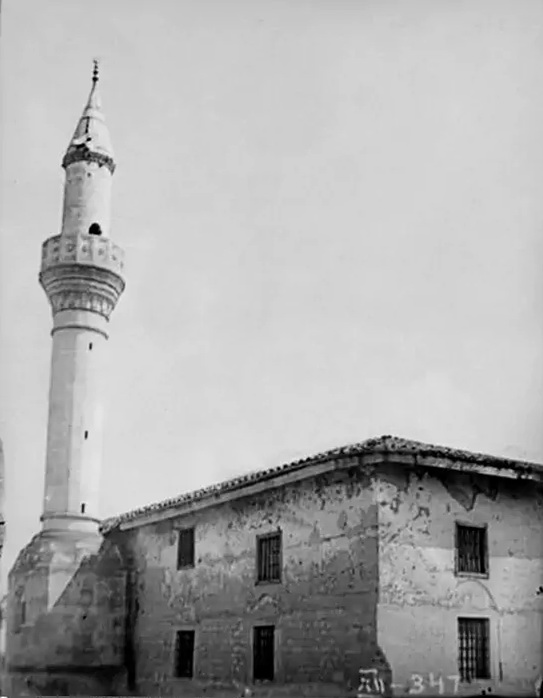
Мечеть Шор-Джами, начало XVIII века
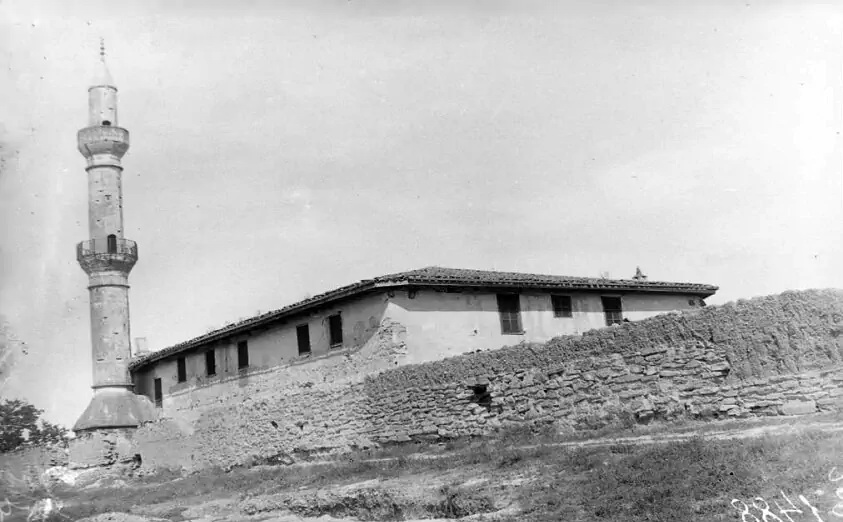
Текие Хан-Джами, 1727 год
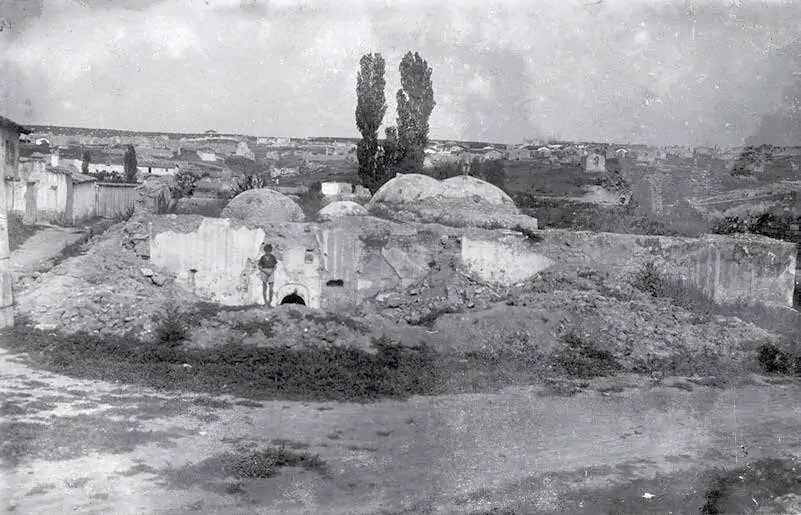
Комплекс бань Биюк Хамам
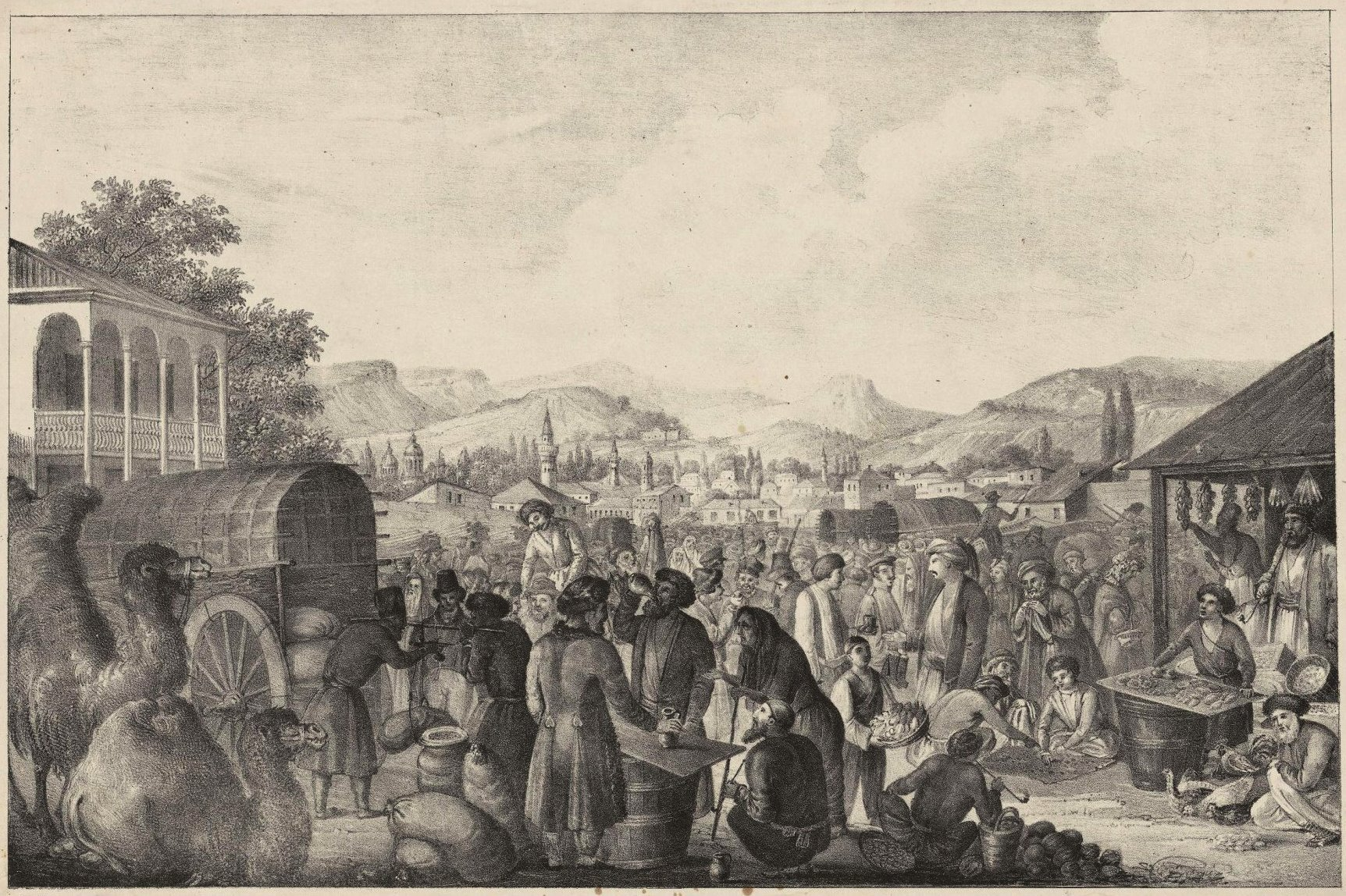
Карасубазарский базар. Художник Ф. И. Гросс, перв. пол. XIX в, ГИМ

Советская власть была установлена в Карасубазаре 6 января 1918 года, после чего началась очистка большевистскими партизанами города от имущих классов и сил, лояльных Крымской демократической республике (эскадронцев).
Уже по переписи населения 1939 года в городе преобладало русское население, а доля крымских татар составляла менее трети населения города.
В 1956 году в окрестностях города в охотхозяйстве "Холодная гора" был открыт первый в Крыму государственный племенной питомник по разведению фазанов.
В 1995 году в состав города было включено село Новиково и окружающие этот населённый пункт территории общей площадью 191,1 га.
В 2001 году город Белогорск включён в Список исторических населённых мест Украины.

## Население
| 1939    | 1959    | 1970    | 1979    | 1989    | 1992    | 1998    | 2001    | 2009    |
| ------- | ------- | ------- | ------- | ------- | ------- | ------- | ------- | ------- |
| 10 821  | ↘8991   | ↗11 994 | ↗14 116 | ↗15 627 | ↗16 700 | ↗17 800 | ↗18 790 | ↘18 276 |
| 2010    | 2011    | 2012    | 2013    | 2014    | 2015    | 2016    | 2017    | 2018    |
| ↘18 224 | ↘18 208 | ↘18 199 | ↗18 220 | ↘16 354 | ↗16 359 | ↗16 428 | ↗16 442 | ↘16 391 |
| 2019    | 2020    | 2021    | 2021    |         |         |         |         |         |
| ↗16 405 | ↘16 385 | ↘16 298 | ↗17 445 |         |         |         |         |         |

На 1 января 2025 года по численности населения город находился на 709-м месте из 1124 городов Российской Федерации.
- 1926 год — 7634 чел. (2580 крымских татар, 2397 русских, 1000 крымчаков, 426 греков, 400 армян, 200 украинцев, 190 евреев)
- 1939 год — 10 821 чел., в том числе русских 4435, татар 3529, украинцев 718, греков 543, евреев 429, немцев 404, армян 263, цыган 192, болгар 181[19]
- 2001 год — 18 420 чел. (37 % русских, 28 % крымских татар, 24 % украинцев)

Национальный состав
По данным переписи населения 2014 года национальный состав населения города выглядел следующим образом:
| национальность  | всего, чел. | % от все- го | % от указав- ших |
| --------------- | ----------- | ------------ | ---------------- |
| указали         | 16131       | 98,64 %      | 100,00 %         |
| русские         | 9656        | 59,04 %      | 59,86 %          |
| крымские татары | 4466        | 27,31 %      | 27,69 %          |
| украинцы        | 1170        | 7,15 %       | 7,25 %           |
| татары          | 486         | 2,97 %       | 3,01 %           |
| белорусы        | 63          | 0,39 %       | 0,39 %           |
| греки           | 45          | 0,28 %       | 0,28 %           |
| узбеки          | 35          | 0,21 %       | 0,22 %           |
| турки           | 32          | 0,20 %       | 0,20 %           |
| болгары         | 25          | 0,15 %       | 0,15 %           |
| армяне          | 20          | 0,12 %       | 0,12 %           |
| поляки          | 17          | 0,10 %       | 0,11 %           |
| молдаване       | 16          | 0,10 %       | 0,10 %           |
| азербайджанцы   | 15          | 0,09 %       | 0,09 %           |
| немцы           | 14          | 0,09 %       | 0,09 %           |
| другие          | 71          | 0,43 %       | 0,44 %           |
| не указали      | 223         | 1,36 %       |                  |
| всего           | 16354       | 100,00 %     |                  |

## Экономика
Город не относится к категории промышленных городов. Экономика города преимущественно представлена предприятиями торговли и сферы услуг. Среди них: предприятия торговли, пищевой промышленности, четыре предприятия строительной индустрии, два предприятия лесной промышленности. Развивается мелкое частное предпринимательство. Белогорск — центр большого сельскохозяйственного региона.
По северной окраине города проходит трасса «Таврида» (Р260). В мае 2017 года строительство дороги началось.

30 декабря 2018 года движение транспорта открыто на втором и третьем этапе первой очереди федеральной трассы — на участке от села Батальное до Белогорска, протяжённостью около 85 км.

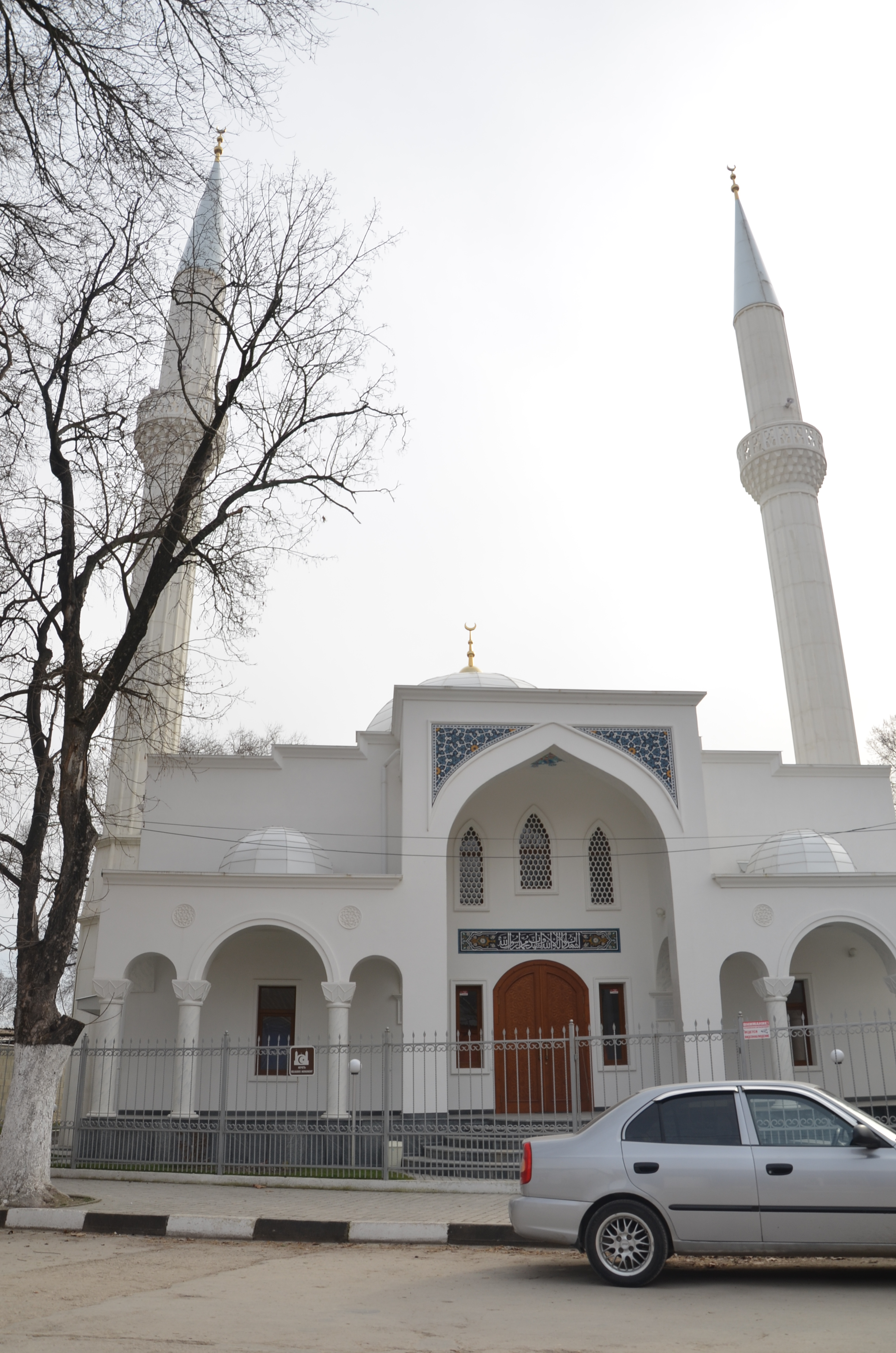
Соборная мечеть Белогорска

## СМИ

### Цифровое и эфирное телевидение
| № | ТВК | частота | называние     |
| - | --- | ------- | ------------- |
| 1 | 12  | 226     | Первый крым   |
| 2 | 37  | 602     | РТРС-1        |
| 3 | 36  | 594     | РТРС-2        |
| 4 | 51  | 714     | РТРС-3 (крым) |

Все 30 каналов для мультиплекса РТРС-1 и РТРС-2; Пакет радиоканал, включает: «Вести FМ», «Радио Маяк», "Радио России / ГТРК Таврида
- Пакет телеканалов РТРС-1 (телевизионный канал 37, частота 602 МГц), включает: «Первый Канал», «Россия 1 / ГТРК Таврида», «Матч ТВ», «НТВ», «Пятый Канал», «Россия К», «Россия 24 / ГТРК Таврида», «Карусель», «ОТР», «ТВЦ».
- Пакет телеканалов РТРС-2 (телевизионный канал 36, частота 594 МГц), включает: «РЕН ТВ», «СПАС», «СТС», «Домашний», «ТВ3», «Пятница!», «Звезда», «Мир», «ТНТ», «МУЗ-ТВ».
- Пакет телеканалов РТРС-3 (телевизионный канал 51, частота 714 МГц), включает: Первый Крымский, Мир 24, «Миллет», Крым 24, «Первый Севастопольский», Москва 24.

## Социально-культурная сфера

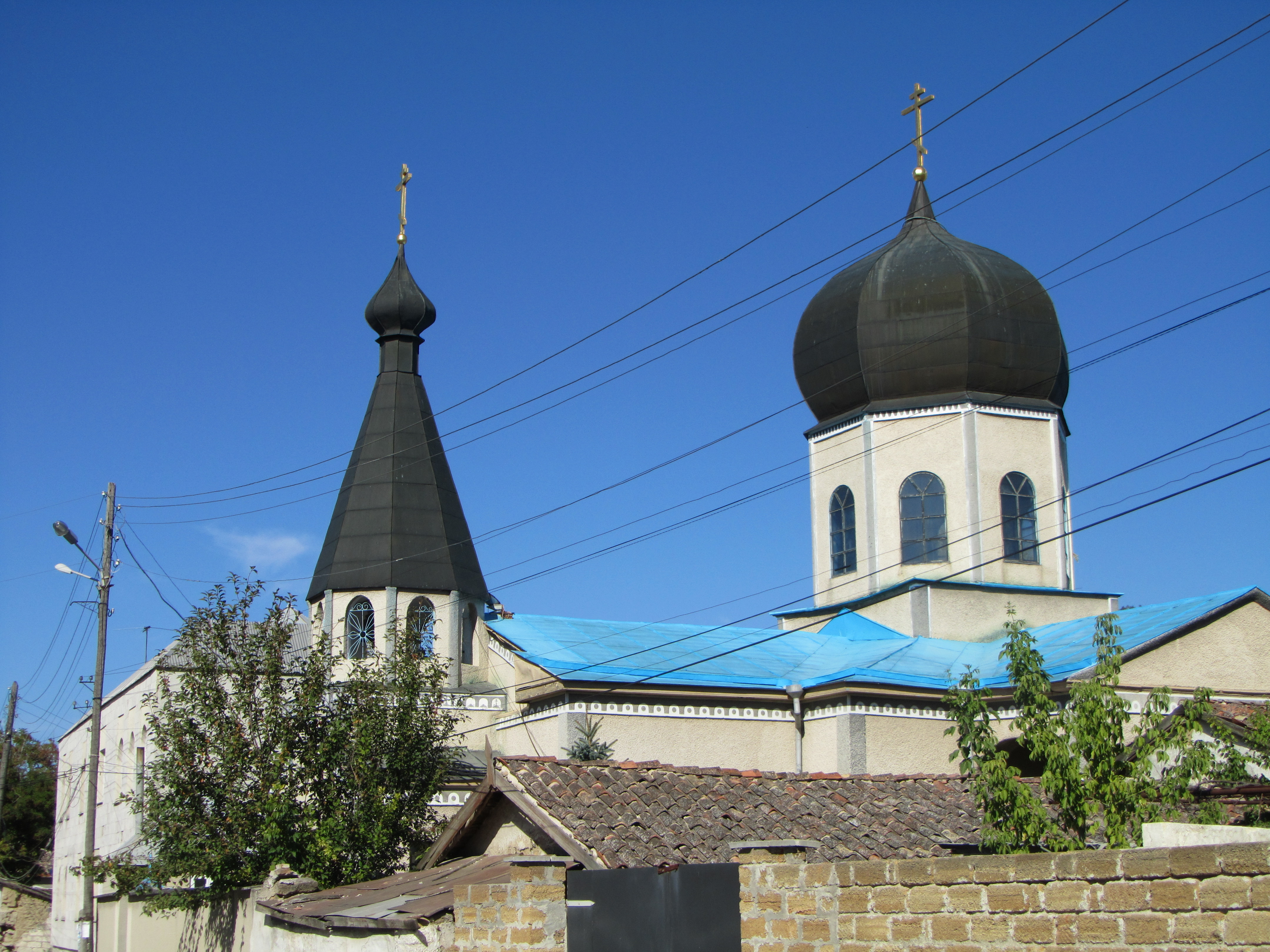
Свято-Никольский храм, 1793

Социальную сферу города представляют 3 дошкольных учреждения образования, 4 общеобразовательных школы, из них одна школа-гимназия и одна школа-лицей, профессионально-техническое училище сельскохозяйственного назначения, 2 лечебных учреждения (районная больница и поликлиника), дом культуры, 3 библиотеки, историко-краеведческий музей, музыкальная школа и школа искусств, кинотеатр 3D Imax, детская спортивная школа, стадион, центр детского и юношеского творчества, музей греческого поселения «Карачоль».
Действующие культовые сооружения:
- Православный Свято-Никольский храм (1793). В ограде собора также похоронен граф Михаил Васильевич Каховский (1734—1800).[46]
- Соборная мечеть им. Рефата Велиулла духовного управления мусульман Крыма (ДУМК) (2015).[47]

FM радио:
- Радио Спутник в Крыму — 101,9 FM
- Радио Море — 102,8 FM
- Радио Крым — 103,2 FM
- Ватан Седасы — 103,6 FM
- Вести ФМ (план) — 105,1 FM

## Достопримечательности

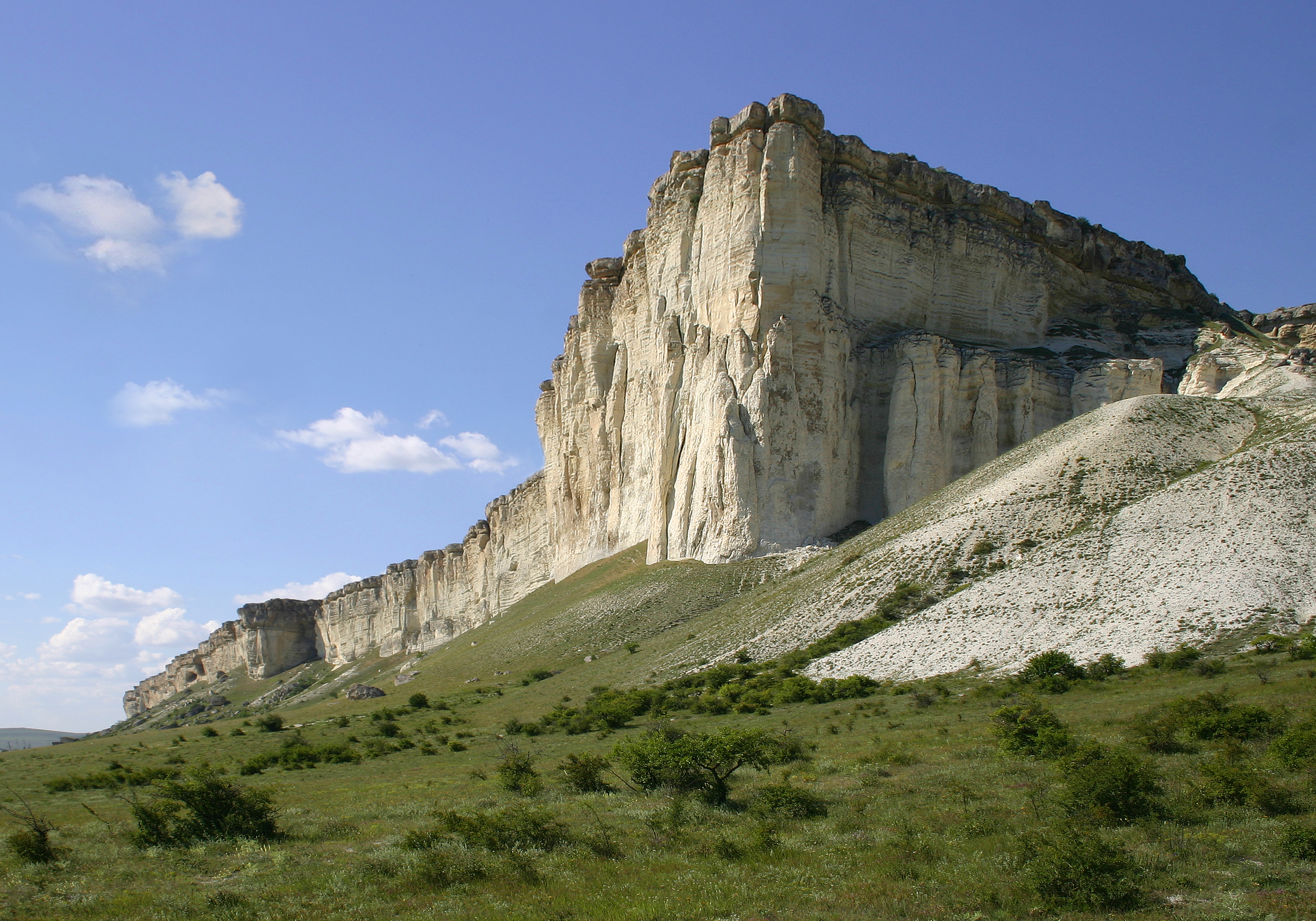
Белая скала в окрестностях города

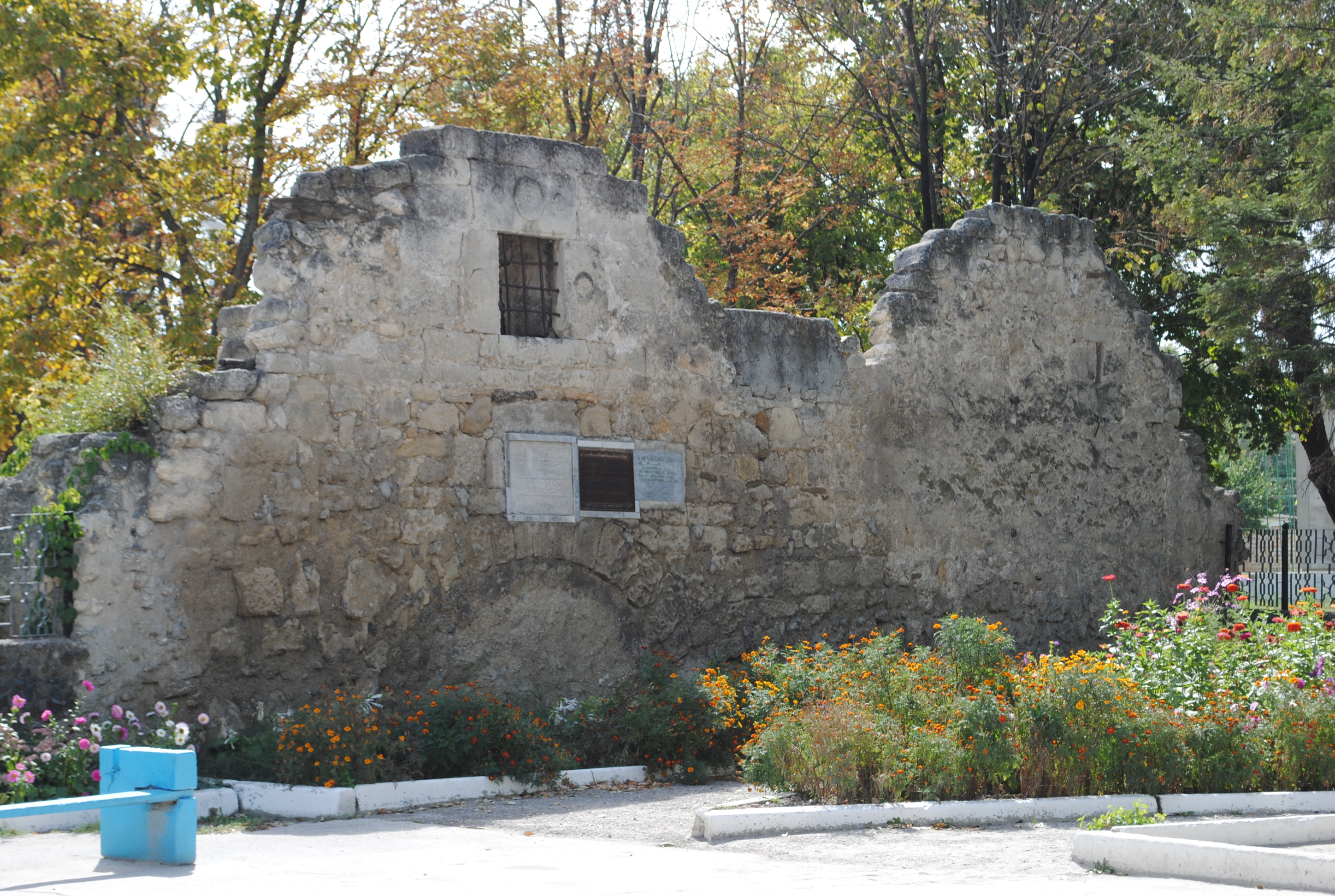
Руины караван-сарая Таш-Хан XIII—XVI вв.

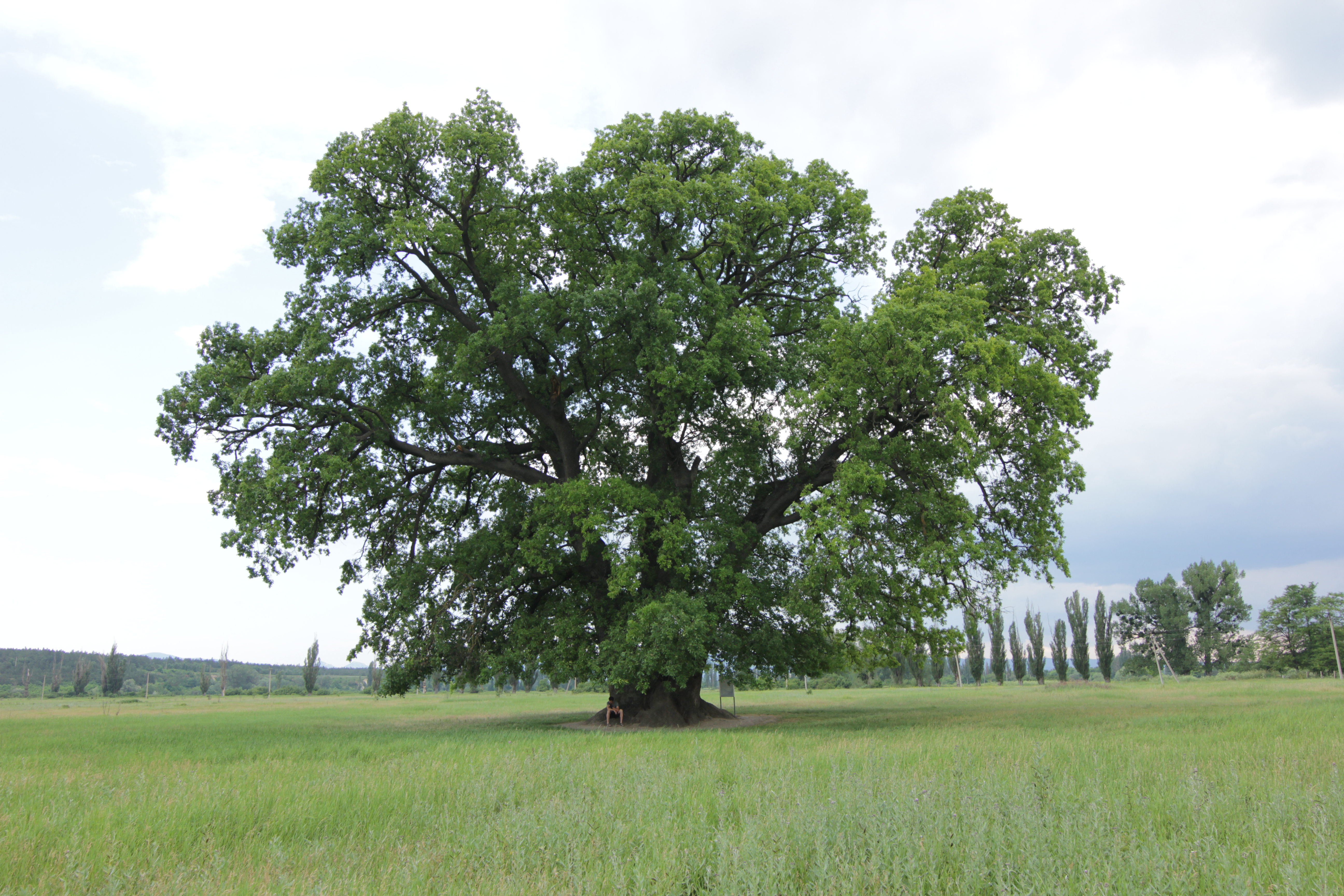
Суворовский дуб, 750 лет.

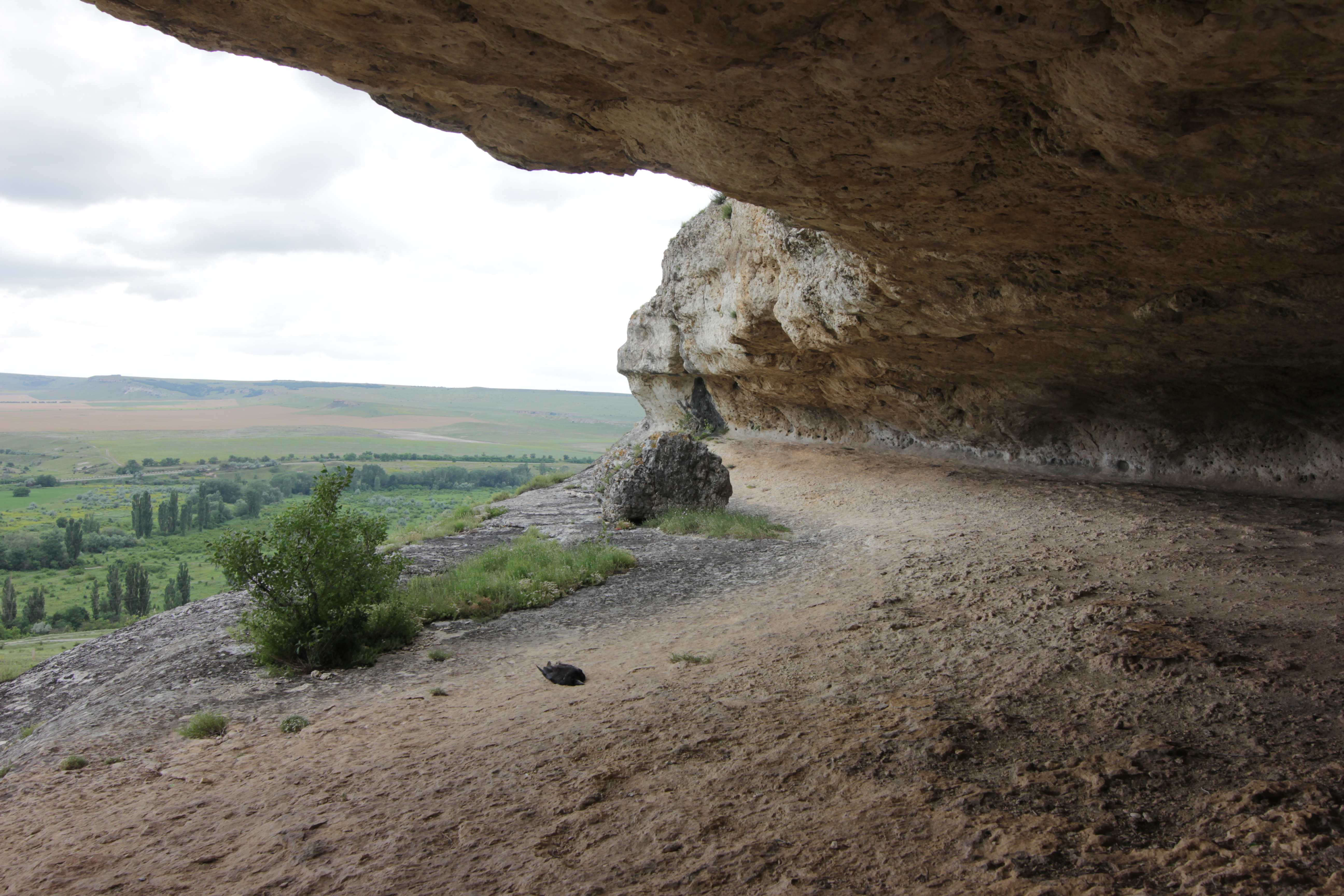
Стоянка Заскальная неандертальцев в Красной балке

- Памятник архитектуры — развалины караван-сарая Таш-Хан, построенного в XV веке.
- По кургану Кеми-Оба близ Белогорска получила название Кеми-Обинская культура бронзового века.
- Вблизи города, возле села Белая Скала (Ак-Кая), расположен удивительный памятник природы — скала Ак-Кая.
- В Белогорском районе находится каньон Кок-Асан, интересный Черемисовским каскадом водопадов и хорошо проработанными эворзионными котлами, так называемыми «ваннами молодости».
- На северной окраине Белогорска в селе Яблочное произрастает «Суворовский дуб» — памятник природы возрастом более 750 лет. Другое название — «Четыре брата». По легенде А. В. Суворов встречался в его тени с посланником султана[48].
- Рядом со старым шоссе «Белогорск — Приветное», на четырнадцатом километре от города, археологами обнаружены хорошо сохранившиеся «таврские ящики» — погребения эпохи бронзы, удивительно напоминающие кавказские дольмены.
- Сафари-парк «Тайган», в котором около 50 африканских львов свободно живут на площади более чем 30 га. Посетители парка могут наблюдать львов в условиях естественной природы Крыма. При этом посетители находятся на безопасных специально оборудованных мостах, расположенных над территорией со львами. Длина обзорных мостов над сафари-парком составляет более 1 км.
- В окрестностях Белогорска на территории Ак-Каи или Белой Скалы были найдены стоянки (группа Заскальная), орудия и останки первобытного человека — неандертальца.

## В кинематографе
Величественная природа, большое количество солнечных дней и хорошее снабжение сделали Белогорск, а также окрестности натурой для съёмок большого количества художественных фильмов:
- «Всадник без головы», режиссёр Владимир Вайншток 1973;[49]
- «Человек с бульвара Капуцинов», режиссёр Алла Сурикова, 1987;[50]
- «Чудная долина», режиссёр Рано Кубаева, 2004;[50]
- «Серафима прекрасная», режиссёр Каринэ Фолиянц, 2011[51].

## Города-побратимы
- Белогорск (Амурская область) (Россия)[источник не указан 2607 дней]

## Топографические карты
- Лист карты L-36-106 Белогорск. Масштаб: 1 : 100 000. Состояние местности на 1984 год. Издание 1988 г.